# 斯圖貝爾山

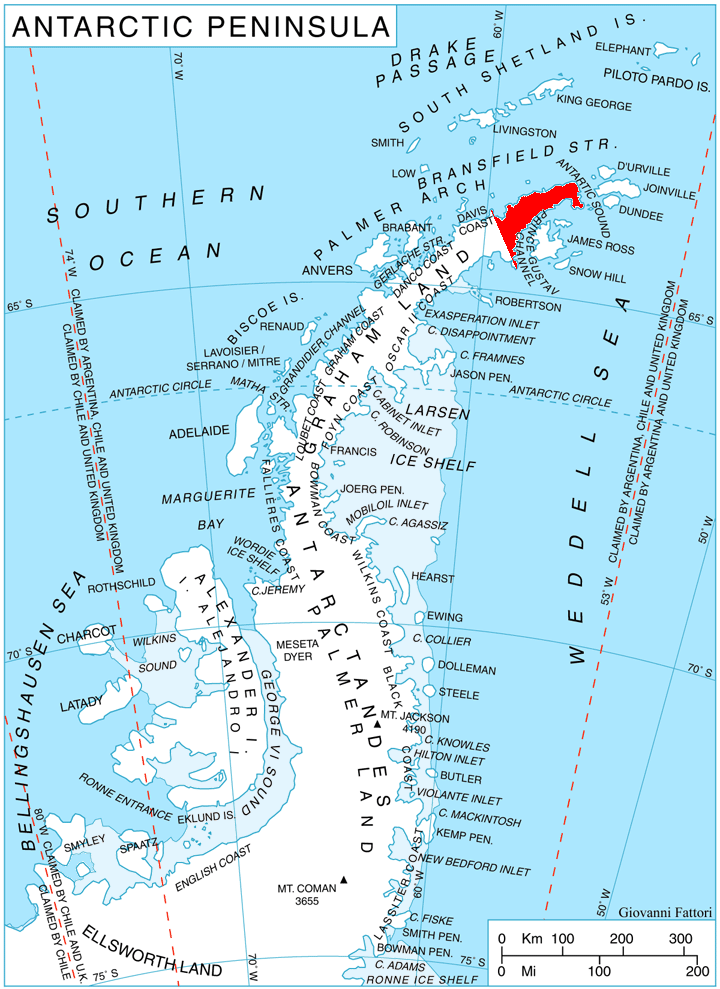

斯圖貝爾山是南極洲的山丘，位於葛拉漢地的特里尼蒂半島，是馬雷斯科嶺的北端，處於巴爾達雷沃山以北1.61公里、克勞恩峰東北面6.65公里、馬雷斯科角東南面3.2公里和奧格萊德峰以西11.2公里，海拔高度485米，以保加利亞西北部的鄉鎮命名。

## 外部連結
- Trinity Peninsula. Scale 1:250000 topographic map No. 5697. Institut für Angewandte Geodäsie and British Antarctic Survey, 1996.
- SCAR Composite Antarctic Gazetteer（页面存档备份，存于）.

63°30′06″S 58°31′48″W / 63.50167°S 58.53000°W